# Nehalennia speciosa
The Pygmy Damselfly, Nehalennia speciosa, là một loài chuồn chuồn kim thuộc họ Coenagrionidae. Loài này có ở Áo, Belarus, Bỉ, Cộng hòa Séc, Đan Mạch, Estonia, Phần Lan, Đức, Ý, Nhật Bản, Bắc Triều Tiên, Latvia, Litva, Luxembourg, Hà Lan]], Ba Lan, România, Nga, Slovakia, Thụy Điển, Thụy Sĩ, Ukraina, có thể cả Pháp, và có thể cả Kazakhstan. Môi trường sống tự nhiên của chúng là đầm lầy, đầm nước ngọt, và hố lộ thiên. Chúng hiện đang bị đe dọa vì mất nơi sống.

## Hình ảnh

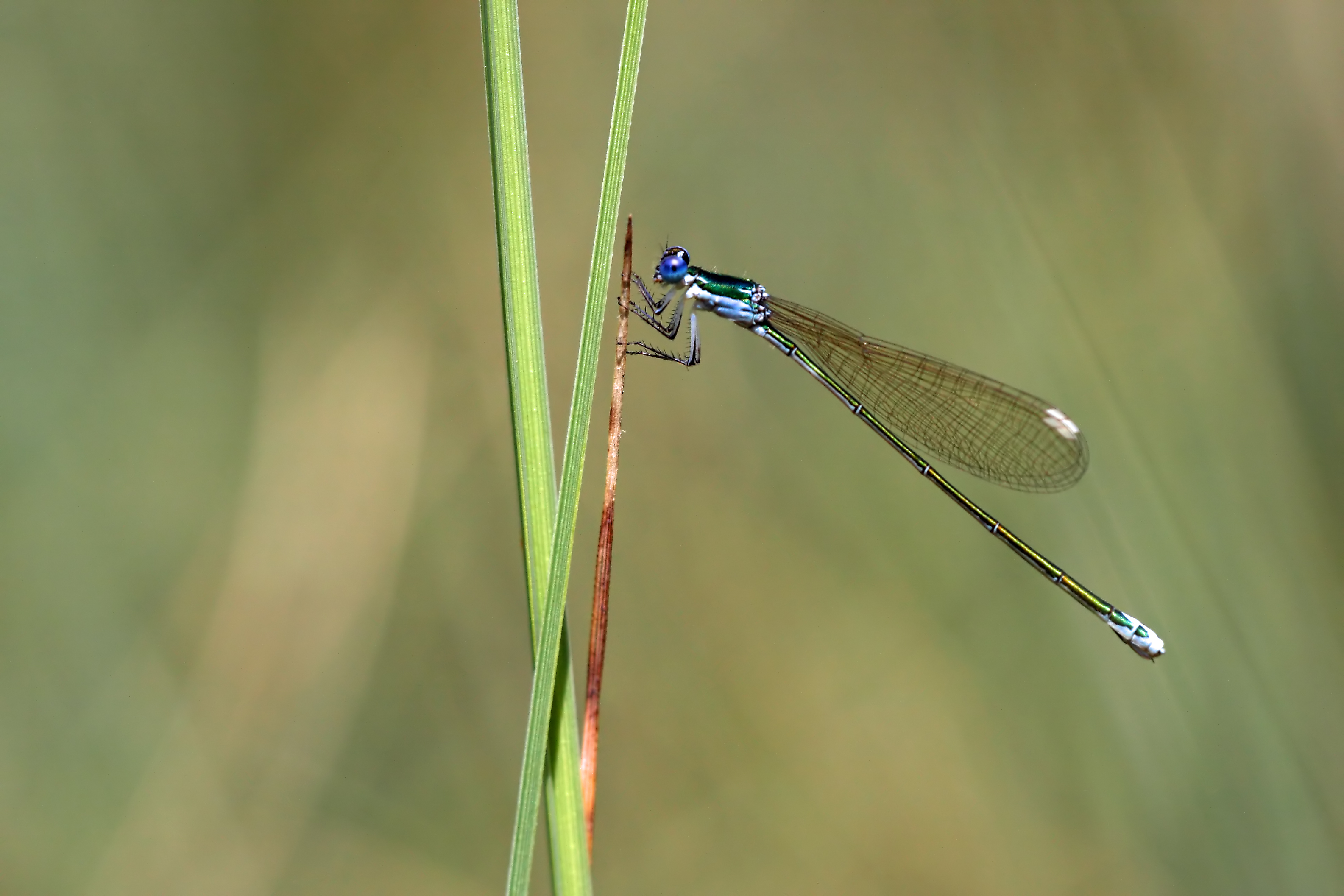
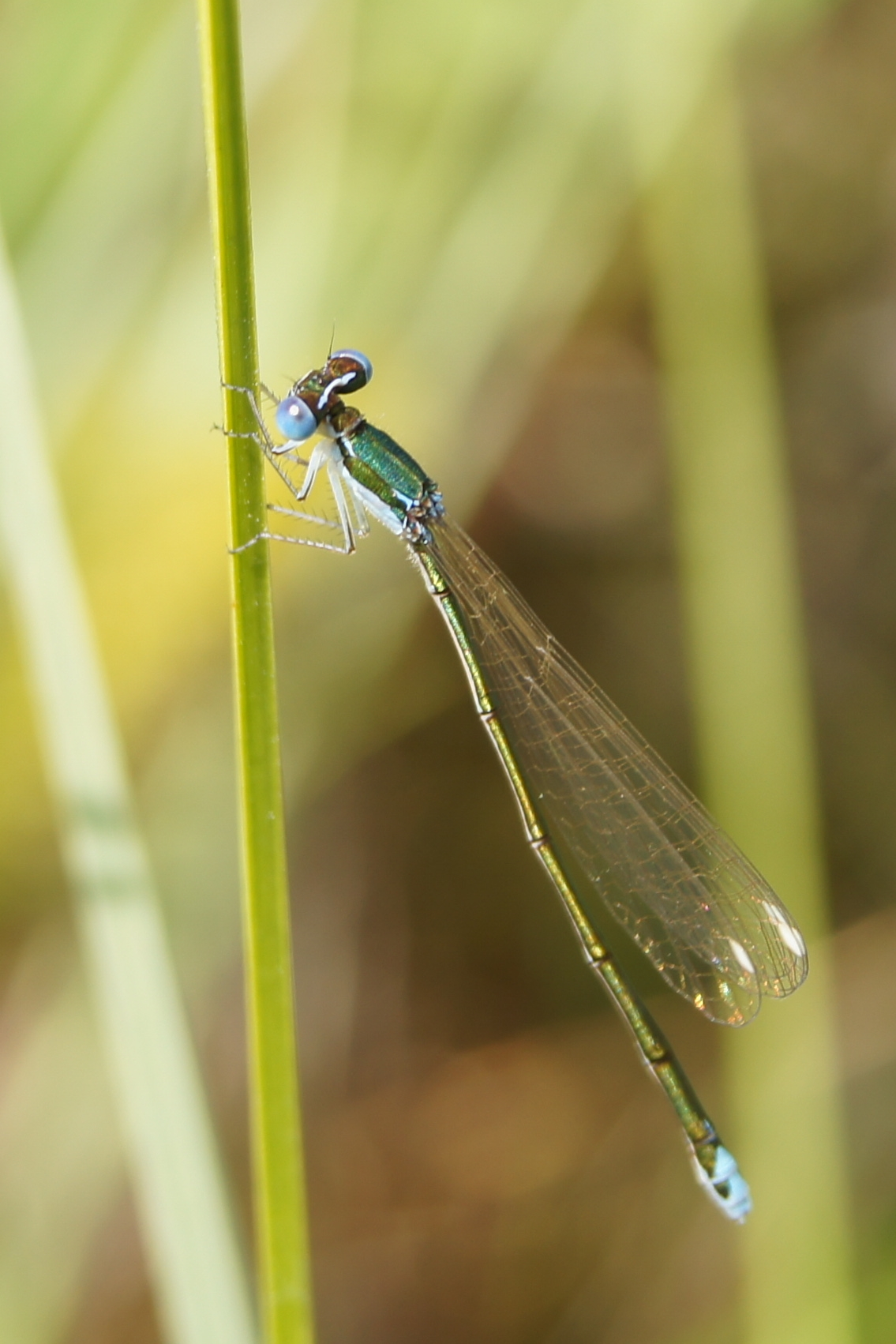